# گذرنامه سائوتومه و پرنسیپی

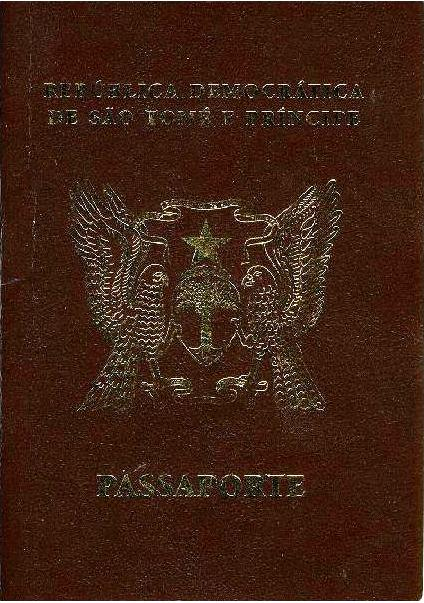
نمایی از یک‌نسخه گذرنامهٔ سائوتومه و پرنسیپی در سال ۲۰۱۳

گذرنامهٔ سائوتومه و پرنسیپی یک مدرک سفر بین‌المللی است که توسط کشور سائوتومه و پرنسیپ صادر می‌شود و بنا بر داده‌های سال ۲۰۲۳، دارندگان آن می‌توانستند به ۵۹ کشور دیگر بدون دریافت ویزا سفر کنند یا ویزا را در بدو ورود دریافت نمایند. این گذرنامه بر اساس رتبه‌بندی شاخص گذرنامهٔ هنلی در سال ۲۰۲۳ در رتبهٔ ۸۵ قرار داشت.